# Scudo dell'Aldan

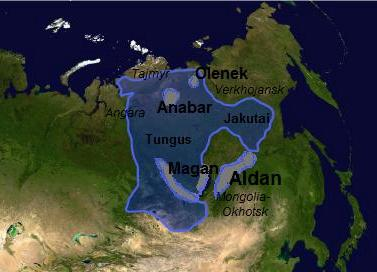
Lo scudo è indicato in azzurro chiaro, nella porzione SE del cratone siberiano

Lo scudo dell'Aldan (in russo Алданский щит?, Aldanskij ščit) è un scudo corrispondente alla parte sud-orientale del cratone siberiano. Geograficamente corrisponde all'Altopiano dell'Aldan situato nella parte sudorientale della Sacha-Jacuzia.
I blocchi crostali dello scudo che risalgono all'Archeozoico e rispecchiano le prime fasi di accrezione della crosta, affiorano solo in alcune aree; infatti nei settori orientali e settentrionali sono coperti dai sedimenti deposti tra la fine del Precambriano e il Cambriano, mentre in quelli occidentali e meridionali hanno subito processi di ringiovanimento tettonico
che hanno comportato la formazione di nuovi alti e bassi strutturali.
La parte più antica dello scudo è composto da un blocco crostale dell'Archeozoico (oltre 2,5 Ga) spesso da 15 a 20 km, a cui nel tempo si sono succedute vulcanoclastiti e intrusioni granitiche. 
Nel tardo Proterozoico tutte queste rocce sono state sottoposte a metamorfismo regionale durante la deformazione tettonica dovuta alla formazione delle cinture orogeniche. Si sono così generati gneiss, scisti, marmi e quarziti in facies granulitica. Sono inoltre ampiamente rappresentati processi di granitizzazione e metamorfismo regressivo che, in particolare, hanno interessato le grandi intrusioni anorositiche.
Queste rocce sono attraversate da intrusioni granitiche del Neoproterozoico (2,0-1,6 Ga), Paleozoico e Mesozoico e sono associate a quarziti ferruginose del Carbonifero.
L'orogenesi del Neoproterozoico (datata 2,2-2,0 Ga), che ha formato il primo nucleo del Cratone siberiano ha lasciato tracce nella parte nord-occidentale dello scudo dove è presente una struttura a duomo con spessi strati di pieghe sovrapposti ad un nucleo di gneiss granitico, e nella parte occidentale, dove si trovano le catene montuose Oedokan e Kodar, in cui il basamento è coperto da uno spesso strato di oltre 10 km di rocce.
Il lato sud dello scudo si presenta fortemente rialzato a causa di un sistema di faglie generatosi tra la fine del Mesozoico e il Cenozoico, e da cui si sono formati i Monti Stanovoj.